# Antar Yahia
Antar Yahia, född 14 maj 1982 i Mulhouse, Frankrike, är en franskfödd algerisk fotbollsspelare som sedan juni 2014 spelar för den franska klubben Angers SCO. Han har tidigare spelat för Algeriets fotbollslandslag.